# Sân bay Saurimo
Sân bay Saurimo (IATA: VHC, ICAO: FNSA) là một sân bay ở Saurimo, Angola.

## Hãng hàng không và điểm đến
| Hãng hàng không      | Các điểm đến |
| -------------------- | ------------ |
| Fly Angola           | Luanda       |
| TAAG Angola Airlines | Luanda       |